# Pablo de Sarasate
Pablo Martín Melitón de Sarasate y Navascués (Pamplona, 10. ožujka 1844. – Biarritz, 20. rujna 1908.), španjolski violinski virtuoz i skladatelj.
Proslavio se individualnim violinističkim stilom i skladbama na španjolske motive poput "Španjolskih plesova" i "Ciganskih napjeva". 